# Kasteel van Guise
Het Kasteel van Guise (Frans: Château de Guise) is een kasteel in de Franse gemeente Guise. Oorspronkelijk was het een vroegmiddeleeuws houten mottekasteel, het werd herbouwd in steen en vervolgens enorm uitgebreid tussen de 12de en de 16de eeuw. Het werd aan het einde van de 17de eeuw gerenoveerd door markies de Vauban om tegemoet te komen aan de toenmalige vooruitgang in de belegeringstechnieken. Een groot deel van het kasteel werd tijdens de Eerste Wereldoorlog tot puin herleid en wordt vanaf 1952 gerestaureerd door de Club du Vieux Manoir.